# داميان نييتو
داميان نييتو (بالإسبانية: Damián Nieto)‏ هو لاعب كرة قدم أرجنتيني في مركز قلب الدفاع، ولد في 2 أبريل 1985 في بوينس آيرس في الأرجنتين. لعب مع نادي ألماجرو وهوراكان.